# Оряховица
За град Горна Оряховица вижте Горна Оряховица.
Оряховица е село в Южна България. То се намира в община Стара Загора, област Стара Загора.

## География
Селото е разположено в южното подножие на Средна гора на 200 м надморска височина, 18 км североизточно от Стара Загора и 17 км северозападно от Нова Загора. През него протича Оряховската река, приток на Кумруджа. На 3 км южно от селото е пътят Стара Загора – Нова Загора.

## История
Селото съществува още от турско време с името Радович, наречено на името на най-стария преселник на мястото, където е застроено сега селото, то представлявало малък градец. Към края на османската власт селото се преименувало в Оряховица, а турското му име е било „Адър-Бей“ на името на заселилия се богаташ Адър Бей. Защо, как и кога точно селото е получило сегашното име, не е известно; вероятно от дивите орехи, които растат там.
Населението на селото е било турско и българско, като последните съставлявали мнозинството. Турците имали своя джамия с минаре, а българите своя църква, която съществувала от незапомнени времена.
През 1938 г. историкът Христо Райков от София е посетил селото и е открил тракийска гробница в околността на селото, като намерените старини отнесъл за Народния музей.
През 2004 г. е открита друга тракийска гробница на пет километра североизточно от селото. Тя датира от 4 век пр.н.е.
На върха над селото е съществувала стара крепост, която е охранявала древния римски път, прекосяващ Средна гора.

## Религии
98% от населението са православни християни.
В селото има православен храм. Църквата била стара сграда, покрита с каменни плочи. През 1876 г. Даут Паша от Нова Загора дал заповед да опожарят църквата. Две години след това кмет на селото бил Митьо Бошков, който взел инициативата и ремонтирал из основи изгорялата църква, която селяните съградили с частни дарения и собствен труд. Майстор строител бил Илия от град Трявна.
През 1881 г. Владимир – самоук художник от руски произход – изографисва църквата с помощта на Стефан от Стара Загора, за когото няма никакви други сведения. Църквата е построена във вид на кораб с размери 8 метра ширина и 18 метра дължина. Камбанарията е построена по-късно след две-три години. Храмът е осветен още през турско време, неизвестно от кой митрополит. Също не се знае от кои светии са вложени свети мощи в светия престол. Храмът е посветен на св. Атанасий Велики.
Първи свещеник в селото бил отец Стефан Проданов, родом от селото, починал през 1868 г. Втори бил отец Димитър Стоянов, родом от селото, служил от 1870 до 1908 г. Третият свещеник бил отец Игнат Игнатиев, родом от селото, служил от 1909 г. до 1935 г. Четвъртият свещеник бил руснак, наричали го „Кукулски“, служил от 1937 г. до 1939 г. Петият свещеник бил отец Атанасий Йорданов от Стара Загора, служил от 1939 г. до 1949 г. Шестият свещеник бил отец Иван Бояджиев, служил от 1949 г. до 1952 г. Седмият свещеник бил отец Евгений Иванов, служил от 1953 г. до 1954 г. Осмият свещеник бил отец Михаил Пастърмаджиев от Лозенград в Турция, служил от 1954 г.

## Културни и природни забележителности
Очаква се до края на 2009 година селото да бъде обявено за модерно предградие на Стара Загора. В селото има национален институт по образование.
- Исторически и Етнографски музеи.
- Библиотека и кино зала.
- Пенсионерски клуб.
- Музей „Минко Балкански“.
- Местността Джумбазлии с беседка и прохладна изворна вода.
- Историческо място „Замлянките“ с беседка.
- Винарска изба "Оряховица"

## Редовни събития
- Ежегодният събор на селото е на 15 май.
- Зарязване на лозята на 14 февруари
- 3 март – национален празник на България, честване с военни почести и заря.

## Личности
- Проф. Минко Балкански (р. 1927), физик.
- Христо Арнаудов (р. 1928 – починал 2000 г.), кмет на Стара Загора за кратко.
- Господин Иванов Господинов (р.1896 – починал 1976 г.), дългогодишен учител в с. Оряховица, един от основателите на училището в селото, един от съоснователите на читалището в с. Оряховица.

## Други
Селото има автобусна връзка с град Стара Загора. № 64 от градския транспорт. Директна връзка с пътя Нова Загора – Стара Загора.
Интересни и забавни неща:
- Разходка с каруца;
- Каране на колело в планината;
- Доене на крава и разглеждане на селскостопански двор
- Снимки и невероятни изгреви и залези
- Дегустация на национални и местни ястия и баници.

## Изследвания
- Балкански, М. Устрем и воля. 2 доп. изд. С., 2010, 304 с.